# آنتون هیدا
آنتون هیدا (به انگلیسی: Anton Heida) ورزشکار مرد رشتهٔ ژیمناستیک اهل کشور ایالات متحده آمریکا است. وی در بین سال‌های ‎۱۹۰۴ میلادی در مسابقات بازی‌های المپیک تابستانی در مجموع ۶ مدال، شامل ۵ مدال طلا و ۱ نقره را کسب کرد.